# Saléchan
Saléchan is een gemeente in het Franse departement Hautes-Pyrénées (regio Occitanie). De plaats maakt deel uit van het arrondissement Bagnères-de-Bigorre. Saléchan telde op 1 januari 2022 243 inwoners.

## Geografie
De oppervlakte van Saléchan bedroeg op 1 januari 2022 4,1 vierkante kilometer; de bevolkingsdichtheid was toen 59,3 inwoners per km².

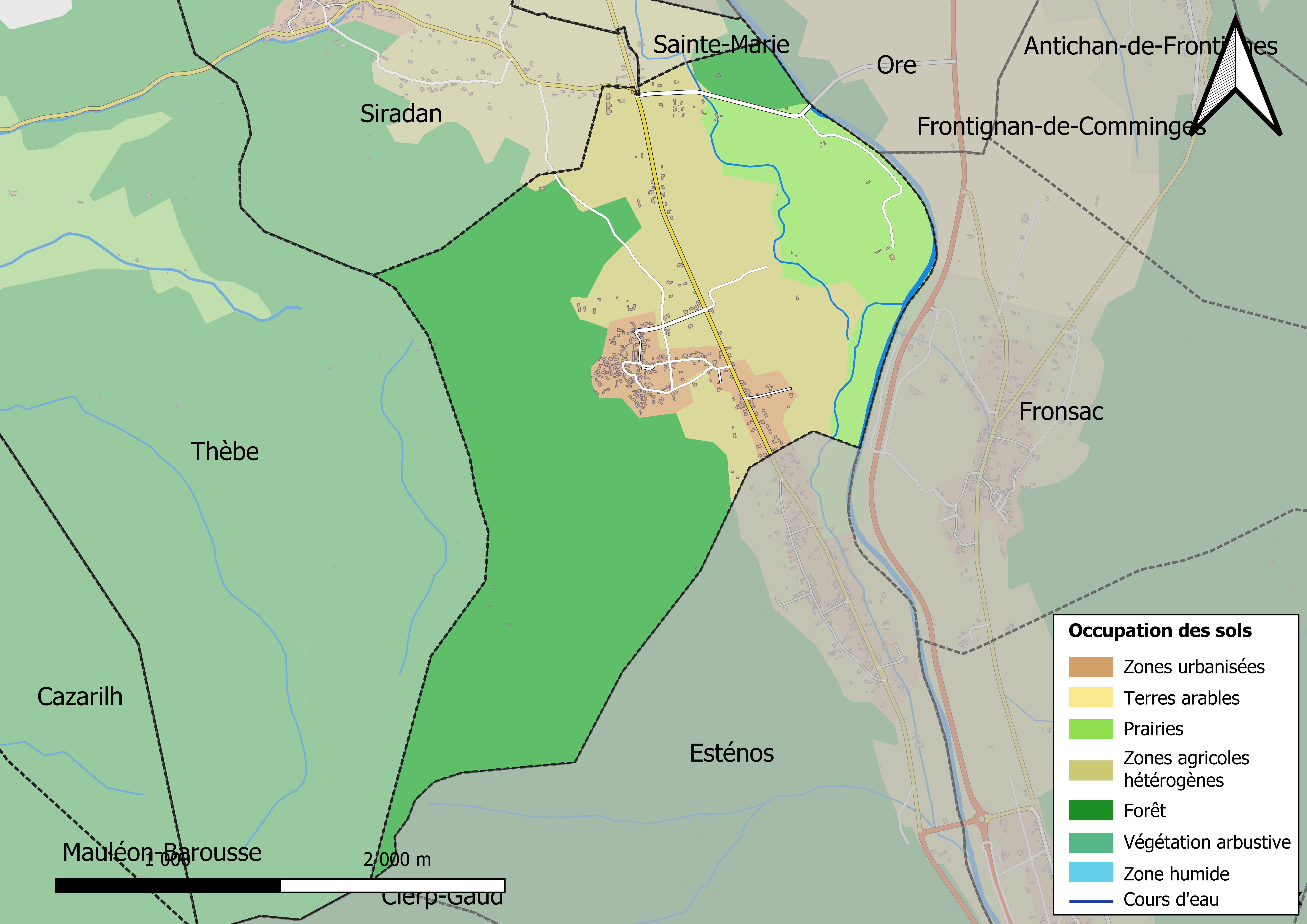
Kaart van de gemeente met belangrijkste infrastructuur, bodemgebruik en omliggende gemeenten

## Verkeer en vervoer
In de gemeente ligt spoorwegstation Saléchan-Siradan.

## Demografie
Onderstaande figuur toont het verloop van het inwonertal (bron: INSEE-tellingen).